# Ascidia involuta
Ascidia involuta är en sjöpungsart som beskrevs av Heller 1875. Ascidia involuta ingår i släktet Ascidia och familjen Ascidiidae. Inga underarter finns listade i Catalogue of Life.

## Bildgalleri

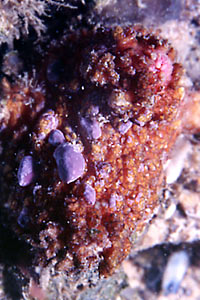